# Kleine Corneliapolder
De Kleine Corneliapolder is een polder ten noorden van Schoondijke, behorend tot de Catspolders.
De kleine polder van 9 ha is, vermoedelijk in 1650, ingedijkt door de ingelanden van de Groedse Watering. Dit deel van de polder ligt direct ten oosten van de Rijksweg, maar de scheiding met de later aangelegde Nieuwerhavenpolder is in het veld niet meer waar te nemen, daar de dijk werd geslecht.